# 庫什曼 (阿肯色州)
庫什曼（英語：Cushman）是一個位於美國阿肯色州獨立縣的城市。

## 地理
庫什曼的座標為35°52′10″N 91°45′53″W / 35.86944°N 91.76472°W，而該地的平均海拔高度為218米（即715英尺）。

## 人口
根據2020年美國人口普查的數據，庫什曼的面積為10.56平方千米，皆為陸地。當地共有人口433人，而人口密度為每平方千米41人。